# Президентські вибори у США 1908
Президентські вибори в США 1908 року проходили 3 листопада. Президент Теодор Рузвельт, виконуючи дану обіцянку не висуватися на третій термін, запропонував республіканцям свого близького друга та військового міністра Вільяма Говарда Тафта як наступника. Демократи після важкої поразки на попередніх виборах свого консервативного кандидата знову висунули Вільяма Браяна, який двічі брав участь у виборах (1896 та 1900 років), але залишився популярним серед лібералів та популістів в Демократичній партії. Незважаючи на агресивну кампанію проти бізнес-еліти, Браян знов програв, зазнавши своєї третьої і найважчої поразки, а Тафт, вигравши з великим відривом, став президентом.

## Вибори

### Кампанія
Кампанія демократів була сфокусована на атаці проти «уряду привілейованих». Девіз Браяна «Чи повинен правити народ?» став характерним для безлічі його плакатів та передвиборчих листків. Однак, Тафт використовував деякі реформістські ідеї свого супротивника, а прогресивна політика Теодора Рузвельта стерла чіткі розбіжності між партіями. Саркастичне гасло республіканців «Голосуйте за Тафта зараз — за Браяна ви зможете проголосувати будь-коли» натякло на те, що це була вже третя передвиборча кампанія Браяна. Бізнес підтримував республіканців, в той час як демократи не змогли заручитися підтримкою робітників. Внаслідок Браян програв у всіх північних штатах та програв Тафту 8 % голосів. Проте Браян залишався популярним в Демократичній партії та допоміг Вудро Вільсону на наступних виборах.

### Результати

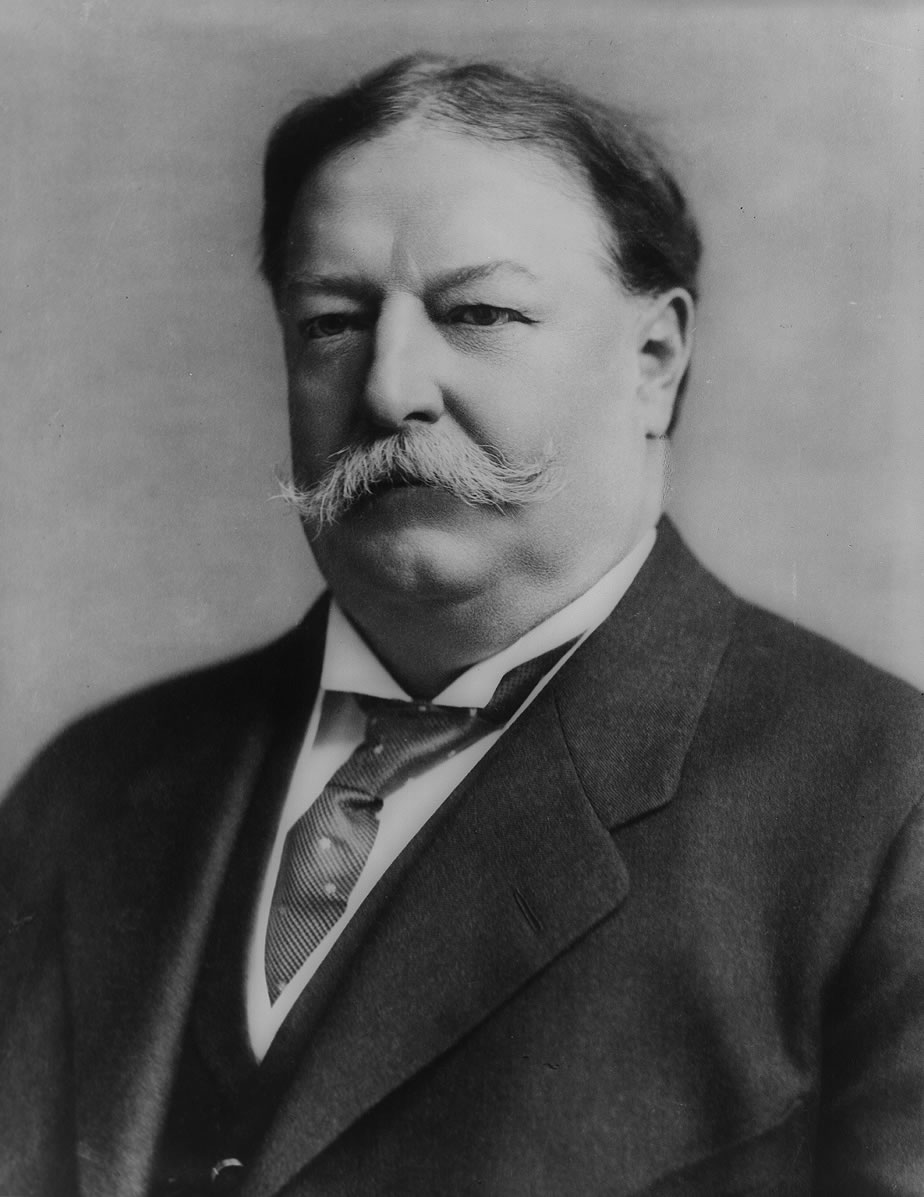
На виборах 1908 року Вільям Говард Тафт був обраний 27-м президентом США.

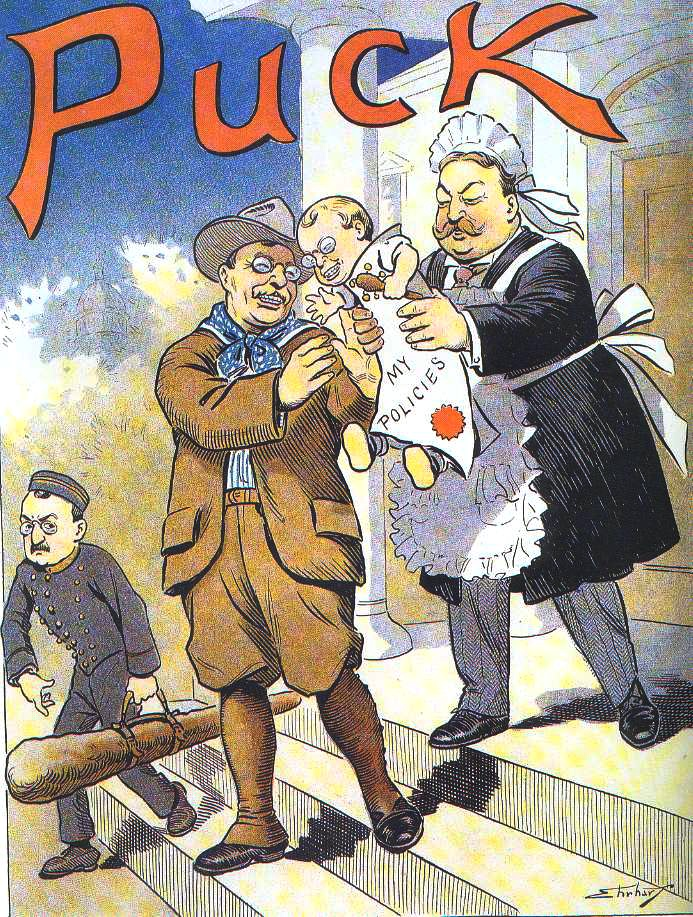
Рузвельт передає свою політику політичному протеже Вільяма Тафта (із журналу Puck, 1909).

| Кандидат            | Партія                 | Виборці    | Виборці | Виборники |
| Кандидат            | Партія                 | Кількість  | %       | Виборники |
| ------------------- | ---------------------- | ---------- | ------- | --------- |
| Вільям Тафт         | Республіканська партія | 7 678 395  | 51,6 %  | 321       |
| Вільям Браян        | Демократична партія    | 6 408 984  | 43,0 %  | 162       |
| Юджин Віктор Дебс   | Соціалістична партія   | 420 793    | 2,8 %   | 0         |
| Юджин Вілдер Шафен  | Prohibition            | 254 087    | 1,7 %   | 0         |
| Томас Луїс Хісген   | Партія незалежності    | 82 571     | 0,6 %   | 0         |
| Томас Едвард Уотсон | Популістська партія    | 28 822     | 0,2 %   | 0         |
| інші                |                        | 15 550     | 0,1 %   | 0         |
| Усього              | Усього                 | 14 889 261 | 100 %   | 483       |